# Rod (přírodní rezervace)
Rod je přírodní rezervace v okrese Tábor. Nachází se v Třeboňské pánvi, 2,5 kilometry jihozápadně od Valu. Je součástí chráněné krajinné oblasti Třeboňsko. Rezervace zahrnuje stejnojmenný rybník (32 ha), který je součástí rybniční Nadějské soustavy na pravém přítoku Lužnice.
Předmětem ochrany je rybník Rod s rozsáhlými rákosinami a s velkými plovoucími zblochanovými ostrovy, které slouží jako hnízdiště mnoha druhů vodního ptactva (především vrubozobých). Východní zrašelinělá část rybníka přechází v přechodové rašeliniště s charakteristickou květenou například ďáblík bahenní (Calla palustris), ostřice plstnatoplodá (Carex lasiocarpa), rosnatka okrouhlolistá (Drosera rotundifolia), pupečník obecný (Hydrocotyle vulgaris), leknín bělostný (Nymphaea candida), bazanovec kytkokvětý (Lysimachia thyrsiflora), klikva bahenní (Vaccinium oxycoccos), bublinatka menší (Utricularia minor), bublinatka bledožlutá (Utricularia ochroleuca), hrotnosemenka bílá (Rhynchospora alba), zevar nejmenší (Sparganium natans). Lokalita je dále významným shromaždištěm vodního a mokřadního ptactva v době jarních a podzimních tahů. Rod slouží jako pravidelné centrum výskytu zimujících orlů mořských (Haliaeetus albicilla). Žije zde také řada ohrožených druhů obojživelníků zejména skokan ostronosý (Rana arvalis), skokan krátkonohý (Pelophylax lessonae), skokan zelený (Pelophylax esculentus), čolek obecný (Lissotriton vulgaris), čolek horský (Ichthyosaura alpestris), čolek velký (Triturus cristatus), kuňka obecná (Bombina bombina), rosnička zelená (Hyla arborea). Pravidelně se tu vyskytuje vydra říční (Lutra lutra).